# 夏威夷加登斯
夏威夷加登斯（英語：Hawaiian Gardens），是美国加利福尼亚州洛杉矶县下属的一座城市。建市于1964年4月9日，面积大约为0.95平方英里（2.5平方公里）。根据2010年美国人口普查，该市有人口14,254人。